# 카핀
"카핀"(The Coffin)은 태국에서 제작된 에카차이 우에크롱탐 감독의 2008년 공포 영화이다. 아난다 에버링햄 등이 주연으로 출연하였다.

## 출연

### 주연
- 아난다 에버링햄
- 막문위